# Arrondissement de Bar-sur-Aube
L'arrondissement de Bar-sur-Aube est une division administrative française, située dans le département de l'Aube et la région Grand Est.

## Géographie
L'arrondissement se situe dans les régions de la Champagne crayeuse, la Champagne humide et du Barrois.
Il est délimité par les arrondissements de Troyes et Bar-sur-Seine (jusqu'en 1926) à l'ouest et au sud, de Saint-Dizier (anciennement Wassy jusqu'en 1926) et Chaumont à l'est, d'Arcis-sur-Aube (jusqu'en 1926) et Vitry-le-François au nord.

## Composition

### En 1800
En 1800, il était composé de neuf cantons :
- canton de Bar-sur-Aube[1], qui groupait 1 commune :
Bar-sur-Aube

- canton d'Arsonval[2], qui groupait 13 communes :
Ailleville, Arrentières, Arsonval, Bossancourt, Dolancourt, Éclance, Engente, Jaucourt, Jessains, Lévigny, Montier-en-l'Isle, Trannes et Vernonvilliers.

- canton de Brienne-le-Château[3], qui groupait 6 communes :
Brienne-le-Château, Crespy-le-Neuf, Épothémont, Juzanvigny, Saint-Léger-sous-Brienne et Vallentigny.

- canton de Couvignon[4], qui groupait 10 communes :
Baroville, Bergères, Bligny, Couvignon, Fontaine, Fravaux, Meurville, Proverville, Spoy et Urville.

- canton de Dienville[5], qui groupait 10 communes :
Brienne-la-Vieille, Dienville, Chaumesnil, Juvanzé, Mathaux, Morvilliers, Petit-Mesnil, Radonvilliers, la Rothière et Unienville.

- canton de Lesmont[6], qui groupait 8 communes :
Bétignicourt, Blaincourt-sur-Aube, Épagne, Lesmont, Molins-sur-Aube, Pel-et-Der, Précy-Notre-Dame et Saint-Christophe-Dodinicourt.

- canton de Longchamp-sur-Aujon[7], qui groupait 8 communes :
Arconville, Bayel, Champignol-lez-Mondeville, Juvancourt, Lignol-le-Château, Longchamp-sur-Aujon, Ville-sous-la-Ferté et Voigny.

- canton de Rosnay-l'Hôpital[8], qui groupait 11 communes :
Blignicourt, Courcelles-sur-Voire, Hampigny, Lassicourt, Lentilles, Maizières-lès-Brienne, Montmorency-Beaufort, Perthes-lès-Brienne, Rosnay-l'Hôpital, Villeret et Yèvres-le-Petit.

- canton de Vendeuvre-sur-Barse[9], qui groupait 10 communes :
Amance, Argançon, Champ-sur-Barse, la Loge-aux-Chèvres, Magny-Fouchard, Maison-des-Champs, Vauchonvilliers, Vendeuvre-sur-Barse, la Ville-aux-Bois-lès-Vandoeuvres et la Villeneuve-au-Chêne.

- canton de Ville-sur-Terre[10], qui groupait 10 communes :
la Chaise, Colombé-la-Fosse, Colombé-le-Sec, Fresnay, Fuligny, Maisons-lès-Soulaines, Soulaines-Dhuys, Thil, la Ville-aux-Bois et Ville-sur-Terre.

### Depuis 1801
La loi du 28 pluviôse an IX (28 janvier 1801) restreint le nombre de cantons dans les départements. Par conséquent, ils passent de 9 à 4 cantons puis un cinquième en 1926 :
- canton de Bar-sur-Aube, qui groupe 23 communes :
Ailleville, Arconville, Arrentières, Arsonval, Baroville, Bar-sur-Aube, Bayel, Bergères, Champignol-lez-Mondeville, Colombé-le-Sec, Couvignon, Engente, Fontaine, Jaucourt, Juvancourt, Lignol-le-Château, Longchamp-sur-Aujon, Montier-en-l'Isle, Proverville, Rouvres-les-Vignes, Urville, Ville-sous-la-Ferté et Voigny.

- canton de Brienne-le-Château, qui groupe 25 communes :
Bétignicourt, Blaincourt-sur-Aube, Blignicourt, Brienne-la-Vieille, Brienne-le-Château, Courcelles-sur-Voire, Dienville, Épagne, Hampigny, Lassicourt, Lesmont, Maizières-lès-Brienne, Mathaux, Molins-sur-Aube, Pel-et-Der, Perthes-lès-Brienne, Précy-Notre-Dame, Précy-Saint-Martin, Radonvilliers, Rances, Rosnay-l'Hôpital, Saint-Christophe-Dodinicourt, Saint-Léger-sous-Brienne, Vallentigny et Yèvres-le-Petit.

- canton de Chavanges (depuis 1926), qui groupe 16 communes :
Arrembécourt, Aulnay, Bailly-le-Franc, Balignicourt, Braux, Chalette-sur-Voire, Chassericourt (Commune rattachée à Chavanges en 1965), Chavanges, Donnement, Jasseines, Joncreuil, Lentilles (à partir de 1840), Magnicourt, Montmorency-Beaufort (à partir de 1840), Pars-lès-Chavanges, Saint-Léger-sous-Margerie et Villeret (à partir de 1840).

- canton de Soulaines-Dhuys, qui groupe 21 communes :
La Chaise, Chaumesnil, Colombé-la-Fosse, Crespy-le-Neuf, Éclance, Épothémont, Fuligny, Fresnay, Juzanvigny, Lévigny, Maisons-lès-Soulaines, Morvilliers, Petit-Mesnil, La Rothière, Saulcy, Soulaines-Dhuys, Thil, Thors, Vernonvilliers, La Ville-aux-Bois et Ville-sur-Terre.

- canton de Vendeuvre-sur-Barse, qui groupe 20 communes :
Amance, Argançon, Bligny, Bossancourt, Champ-sur-Barse, Dolancourt, Fravaux, Jessains, Juvanzé, La Loge-aux-Chèvres, Magny-Fouchard, Maison-des-Champs, Meurville, Spoy, Trannes, Unienville, Vauchonvilliers, Vendeuvre-sur-Barse, la Ville-aux-Bois-lès-Vandoeuvres (commune rattachée à Amance en 1825) et La Villeneuve-au-Chêne[11].

### Découpage communal depuis 2015
Depuis 2015, le nombre de communes des arrondissements varie chaque année soit du fait du redécoupage cantonal de 2014 qui a conduit à l'ajustement de périmètres de certains arrondissements, soit à la suite de la création de communes nouvelles. Le nombre de communes de l'arrondissement de Bar-sur-Aube reste quant à lui inchangé depuis 2015 et égal à 104.
Au 1er janvier 2024, l'arrondissement groupe les 108 communes suivantes :
1. Ailleville
2. Amance
3. Arconville
4. Argançon
5. Arrembécourt
6. Arrentières
7. Arsonval
8. Aulnay
9. Bailly-le-Franc
10. Balignicourt
11. Baroville
12. Bar-sur-Aube
13. Bayel
14. Bergères
15. Bétignicourt
16. Beurey
17. Blaincourt-sur-Aube
18. Blignicourt
19. Bligny
20. Bossancourt
21. Braux
22. Brienne-la-Vieille
23. Brienne-le-Château
24. La Chaise
25. Chalette-sur-Voire
26. Champignol-lez-Mondeville
27. Champ-sur-Barse
28. Chaumesnil
29. Chavanges
30. Colombé-la-Fosse
31. Colombé-le-Sec
32. Courcelles-sur-Voire
33. Couvignon
34. Crespy-le-Neuf
35. Dienville
36. Dolancourt
37. Donnement
38. Éclance
39. Engente
40. Épagne
41. Épothémont
42. Fontaine
43. Fravaux
44. Fresnay
45. Fuligny
46. Hampigny
47. Jasseines
48. Jaucourt
49. Jessains
50. Joncreuil
51. Juvancourt
52. Juvanzé
53. Juzanvigny
54. Lassicourt
55. Lentilles
56. Lesmont
57. Lévigny
58. Lignol-le-Château
59. La Loge-aux-Chèvres
60. Longchamp-sur-Aujon
61. Longpré-le-Sec
62. Magnicourt
63. Magny-Fouchard
64. Maison-des-Champs
65. Maisons-lès-Soulaines
66. Maizières-lès-Brienne
67. Mathaux
68. Meurville
69. Molins-sur-Aube
70. Montier-en-l'Isle
71. Montmartin-le-Haut
72. Montmorency-Beaufort
73. Morvilliers
74. Pars-lès-Chavanges
75. Pel-et-Der
76. Perthes-lès-Brienne
77. Petit-Mesnil
78. Précy-Notre-Dame
79. Précy-Saint-Martin
80. Proverville
81. Puits-et-Nuisement
82. Radonvilliers
83. Rances
84. Rosnay-l'Hôpital
85. La Rothière
86. Rouvres-les-Vignes
87. Saint-Christophe-Dodinicourt
88. Saint-Léger-sous-Brienne
89. Saint-Léger-sous-Margerie
90. Saulcy
91. Soulaines-Dhuys
92. Spoy
93. Thil
94. Thors
95. Trannes
96. Unienville
97. Urville
98. Vallentigny
99. Vauchonvilliers
100. Vendeuvre-sur-Barse
101. Vernonvilliers
102. La Ville-aux-Bois
103. La Villeneuve-au-Chêne
104. Villeret
105. Ville-sous-la-Ferté
106. Ville-sur-Terre
107. Voigny
108. Yèvres-le-Petit

## Démographie
En 2022, l'arrondissement comptait 26 878 habitants.
| 1968   | 1975   | 1982   | 1990   | 1999   | 2006   | 2011   | 2016   | 2021   |
| ------ | ------ | ------ | ------ | ------ | ------ | ------ | ------ | ------ |
| 33 240 | 33 606 | 33 211 | 31 979 | 30 396 | 29 799 | 29 192 | 28 759 | 27 162 |

| 2022   | - | - | - | - | - | - | - | - |
| ------ | - | - | - | - | - | - | - | - |
| 26 878 | - | - | - | - | - | - | - | - |

| 1821   | 1831   | 1836   | 1841   | 1846   | 1851   | 1856   | 1861   | 1866   |
| ------ | ------ | ------ | ------ | ------ | ------ | ------ | ------ | ------ |
| 35 620 | 38 188 | 41 230 | 42 634 | 43 560 | 44 347 | 44 119 | 43 716 | 43 338 |

## Administration

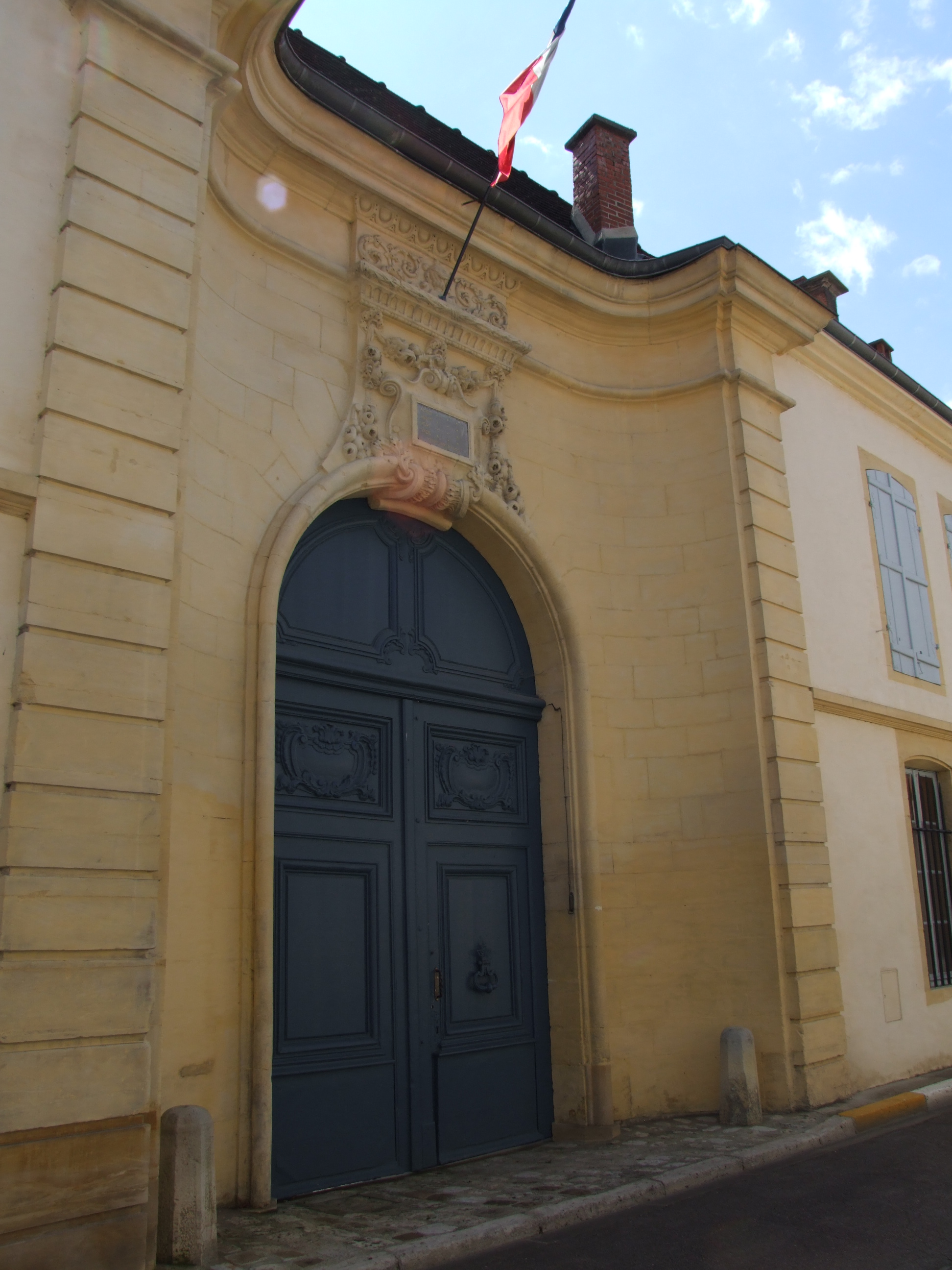
Devant de la sous-préfecture de Bar-sur-Aube

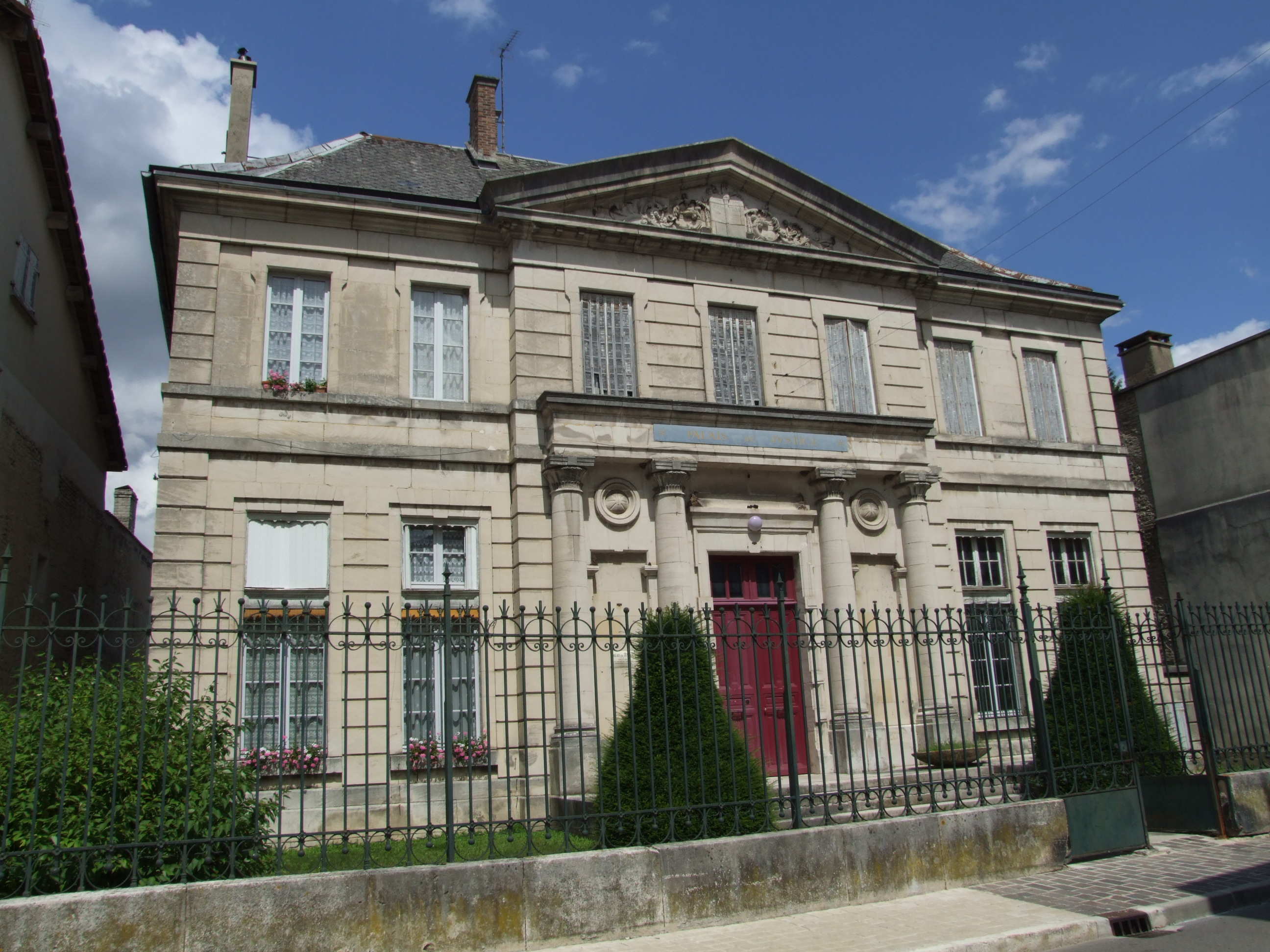
Tribunal de Bar-sur-Aube

La sous-préfecture comporte un conseil de sous-préfecture, un conseil général d'agriculture qui dépend du Ministère de l'Intérieur, d'un conservateur des hypothèques qui dépend du Département des Finances.
71 sous-préfets se sont succédé :
| Période | Période | Identité                       | Fonction précédente | Observation |
| ------- | ------- | ------------------------------ | ------------------- | ----------- |
| 1810    | 1829    | M. Rivière                     |                     | -           |
| 1829    | 1839    | M. le Baron Rule de Valsuzenay |                     | -           |
| 1839    | 1841    | M. Heulhard de Montigny        |                     | -           |
| 1841    | 1843    | M. Bourdon                     |                     | -           |
| 1843    | 1844    | M. le Baron Michel-Maret       |                     | -           |
| 1845    |         | M. Carré de la Crosnière       |                     | -           |
|         | 1856    | M. Salles                      |                     | -           |
| 1856    |         | M. le Comte de Narcillac       |                     | -           |
|         |         | M. Cotelle                     |                     | -           |
|         |         | Chantal Guelot                 |                     | -           |